# Benthopecten pedicifer
Benthopecten pedicifer är en sjöstjärneart som först beskrevs av Percy Sladen 1885.  Benthopecten pedicifer ingår i släktet Benthopecten och familjen nålsjöstjärnor. Inga underarter finns listade i Catalogue of Life.